# Volcán Aguilera
El volcán Aguilera es un estratovolcán ubicado en la región de Magallanes y Antártica Chilena, Chile. Está enclavado en el extremo sur del campo de hielo Patagónico Sur, al oeste del lago Argentino y al noreste del fiordo Peel.
Ocupa el lugar 73 del ranking de peligrosidad de los volcanes activos chilenos, elaborado por el Servicio Nacional de Geología y Minería.

## Historia
Fue bautizado por el padre Alberto María de Agostini quien lo divisó desde el cerro Mayo, en memoria de Abraham Aguilera, primer vicario apostólico de Magallanes y las Islas Malvinas, muerto en Ancud en 1933.
Considerado inicialmente como un cerro, su verdadera naturaleza volcánica fue reconocida por la expedición científica chileno-británica, liderada por Matthew Hickman, que intentó ascenderlo por primera vez en 1985.
Le siguieron otras cinco expediciones fallidas: una japonesa en 1989, tres británicas entre 2003 y 2006, y una chilena en 2013. Finalmente el 29 de agosto de 2014, el equipo de montañismo Uncharted, integrado por los chilenos Camilo Rada, Viviana Callahan e Inés Dussaillant, la argentina Natalia Martínez y el estadounidense Evan Miles, logró la primera ascensión al Aguilera tras nueve días de aproximación y una jornada de cumbre de 25 horas.

## Erupciones
La actividad del Aguilera, que integra la Zona Volcánica Austral del cinturón volcánico de los Andes, se debe al proceso de subducción de la placa Antártica bajo la placa Sudamericana, a una velocidad de dos cm/año.
Pese a no registrar actividad eruptiva reciente, estudios de datación por radiocarbono sobre antiguas capas de tefra (o material piroclástico) han determinado al menos dos eventos considerables en el Aguilera en los últimos diez mil años.
El más reciente fue una gran erupción explosiva, de tipo pliniana (índice de explosividad volcánica de 5) y que lanzó de cuatro a nueve km³ de magma al exterior, que ocurrió en el Aguilera hace unos 3600 años, reconocida por la llamada tefra A1.
La blanca capa de piroclastos se depositó fuertemente a lo largo de las orillas del lago Argentino y al norte del estrecho de Magallanes. A 80 y 130 kilómetros al este del volcán, la capa alcanzaba más de diez y cinco centímetros de espesor, respectivamente, sugiriendo que al momento de la erupción el viento soplaba desde el suroeste, y la pluma de cenizas se dispersó preferentemente hacia el noreste. Se cree que este fenómeno causó severos daños en la cueca superior del río Santa Cruz, en Argentina.
Actualmente no se encuentra monitoreado por SERNAGOEMIN, pero lo posiciona en el lugar N°68 del Ranking de Riesgo Específico elaborado el 2020, catalogado como un sistema volcánico con un nivel bajo de riesgo específico. Sus peligros pueden ser principalmente la formación de grandes lahares en diferentes direcciones por la gran masa de hielo sobre el volcán, caída y dispersión de tefra principalmente hacia territorio argentino.